# Miette (roman)
 (janvier 2022).
Si vous disposez d'ouvrages ou d'articles de référence ou si vous connaissez des sites web de qualité traitant du thème abordé ici, merci de compléter l'article en donnant les références utiles à sa vérifiabilité et en les liant à la section « Notes et références ».
Pour les articles homonymes, voir Miette.
Miette est un roman de Pierre Bergounioux paru le 3 janvier 1995 aux éditions Gallimard ; il a reçu la même année le prix France Culture. Livre de la terre, réinventant deux générations corréziennes, il montre la fin d'une époque, d'un monde et d'une ruralité appelés à disparaître même des mémoires.

## Résumé
En septembre 1978, à l'enterrement de Berthe, la famille sort une boîte en carton de photos de famille. Le narrateur aperçoit pour la première fois Miette, dont la photo orne la couverture de la réédition en Folio, et entreprend de rappeler le souvenir de ces quelques « vies minuscules », que personne n'évoque.
Adrien, l'artisan en métaux, « résistant aux choses et aux maux », « les traits creusés », est désormais plus proche du narrateur (aux chapitres I et V). Dans sa jeunesse, benjamin, il cède la place à Baptiste, s'absente, circule, va à Paris, se marie, revient seul à la retraite dans la maison natale, sans jamais évoquer cette période.
Lucie épouse Pierre, un paysan des environs, travaille, élève ses enfants, et finit « cassée en deux par les travaux de la ferme ». Octavie fait des études à l'école normale de Tulle, classe préparatoire de Toulouse, École normale supérieure de Paris, proposition de poursuite à Berkeley en 1929, puis retour à Limoges, à la demande du père. Elle provoque en 1939 la rencontre de son amie d'école de Tulle, Jeanne, avec Baptiste, et leur mariage. Elle reste célibataire, s'occupe à (dé)former les enfants de Baptiste en les conduisant à leur internat.
Baptiste, l'aîné, terrien et emporté pendant la longue absence du père (1914-1919), se forme à tenir la ferme, avec sa mère. Au retour du père, en 1919, il accompagne le père, qui, quatre mois par an, se transforme en représentant en vins du Bordelais, itinérant dans le nord de la France. Lecteur de Mise en valeur du plateau de Millevaches de Marius Vazeilles, il entreprend de passer le reste de son temps à planter des épineux pour rentabiliser les cent hectares (de mauvaise terre) de la ferme. Après la mort du père, l'arrestation éphémère par les Allemands, et le travail clandestin pendant près de trois ans, il reprend en 1945 la plantation de pins Douglas (ensauvagée) et la vente de vins itinérante.
Jeanne, amie d'école d'Octavie, est institutrice de village. Parisienne par hasard, sans dot, elle n'est pas la bienvenue dans la famille, avec ses quatre tableaux de Cottin (Eugène Cottin (1842-1902) ?), ses livres, son indépendance. Et le repas du dimanche midi à la ferme. Elle meurt quelques saisons après Baptiste.
Le père, Pierre, déjà soldat en 1895, rappelé en 1914, revenu en 1919, « à la quarantaine », très tôt en retrait, disparu en 1936, quasiment absent des photographies de famille, « entré de son vivant dans l'absence et l'oubli ».
Il disparaît quand Miette se met à exister. Mariée contre son gré, contre de l'argent, comme pour répéter une malédiction, le même « déni de justice » subi par sa mère, fille unique.

## Accueil
Selon le quoditien Libération, le roman Miette « n'est pas un livre abstrait, il dit les gens, les décrit, les nomme ».

## Éditions
- Éditions Gallimard, 1995  (ISBN 2070740242).
- Collection Folio, éditions Gallimard, 1996  (ISBN 2-07-040078-6)